# Stig Wetzell
Temple de la renommée finlandais : 2004
Stig Wetzell (né le 7 octobre 1945 à Vaasa en Finlande) est un joueur professionnel finlandais de hockey sur glace.

## Biographie

### Carrière en club
En 1971, il commence sa carrière avec le HIFK dans la SM-sarja. En 1975, le hockey devient professionnel en Finlande et une nouvelle ligue est créée, la SM-liiga, le HIFK l’intègre. En 1983, il prend sa retraite. Son numéro fut retiré par le HIFK.

### Carrière internationale
Il représente l'équipe de Finlande au championnat du monde de 1974.

### Honneurs
- Champion de la SM-liiga : 1980 et 1983
- Champion de la SM-sarja : 1974